# إلين فيتز بندلتون
إلين فيتز بندلتون (بالإنجليزية: Ellen Fitz Pendleton) هي مديرة أكاديمية أمريكية، ولدت في 7 أغسطس 1864 في ويسترلي في الولايات المتحدة، وتوفيت في 26 يوليو 1936 في نيوتن في الولايات المتحدة.

## وصلات خارجية
- إلين فيتز بندلتون على موقع الموسوعة البريطانية (الإنجليزية)